# Kagu (sello postal)
El kagu (Rhynochetos jubatus) es un ave que aparece en varias series de sellos de correos de uso corriente de Nueva Caledonia. Desde el principio de los años ochenta, las apariciones del kagu sobre los sellos de Nueva Caledonia son muy regulares.

## Cincuentenario de la anexión
En 1903, para el cincuentenario de la anexión del archipiélago por Francia, los sellos al tipo Grupo en uso desde 1892 se sobretasan de un kagu. La sobretasa es roja. Se conoce una variedad: la desaparición del I de “CINCUENTENARIO”.

## Primera serie de 1905
En 1905, se emite una nueva serie de uso corriente con tres tipos específicos a Nueva Caledonia: “Cagou” para los más escasos valores, “Rada de Noumea” y “Veleros” para los más valiosos. El kagu rodeado de hierbas y flámulas que llevan las menciones de país (“República Francesa - Servicios de Correos - Nueva Caledonia y Dependencias”). Los sellos se reemiten regularmente, incluso con sobretasa para modificar el valor facial, hasta en 1927.
El dibujo es de H. Vollet y los sellos son grabados en tipografía por J. Puyplat.

## Serie de 1915
En 1915, al principio de la Primera Guerra Mundial, como en Francia, se sobretasan de 10 céntimos rosados en rojo de una sobretasa en favor de la Cruz Roja. Si la sobrecarga se añadió en Nueva Caledonia, salió bajo la forma “+ 5” y “NCE” en diagonal. Si es una adición efectuada en París, apareció un “+5c” en cumbre a la derecha del sello.

## Francia libre
En 1943, el kagu reaparece durante la Segunda Guerra Mundial sobre un sello de gran formato dibujado por Edmond Dulac e impreso en huecograbado en Londres. Reemplazando las existencias de sellos de los años 1928 a 1939 sobrecargadas “Francia libre” en 1941.
La serie representa un kagu en vuelo sobre un paisaje sugerido, y rodeado de los símbolos de la Francia Libre: iniciales “RF” y Cruz de Lorena. Sirve hasta después de 1945 dónde se sobrecarga de nuevos valores

## Serie del 48
En 1948, un uso corriente de grande formato y emitido en tres valores que representan de manera realista dos “kagus”. Son dibujados por Jule Douy.

## Forget
En 1985, Pierre Forget dibuja y graba en intaglio kagu de pie, alas doblada. En 1988, conoce la modificación de la mención que pasa de “Nueva Caledonia y dependencias” a “Nueva Caledonia.

## Kagu natural
En 1990, el kagu aparece en su estado natural, pico y pierna avanzando. Este tipo sustituye completamente al de 1985 en la emisión de valores menores complementarios en 1991. Este tipo es el primero de Nueva Caledonia en una emisión en cuaderno de sellos autoadhesivos.
El dibujo y el grabado intaglio son de Raymond Coatantiec.